# Cladomyza nivalis
Cladomyza nivalis là một loài thực vật có hoa trong họ Santalaceae. Loài này được (Ridl.) Danser mô tả khoa học đầu tiên năm 1940.